# Griffin III

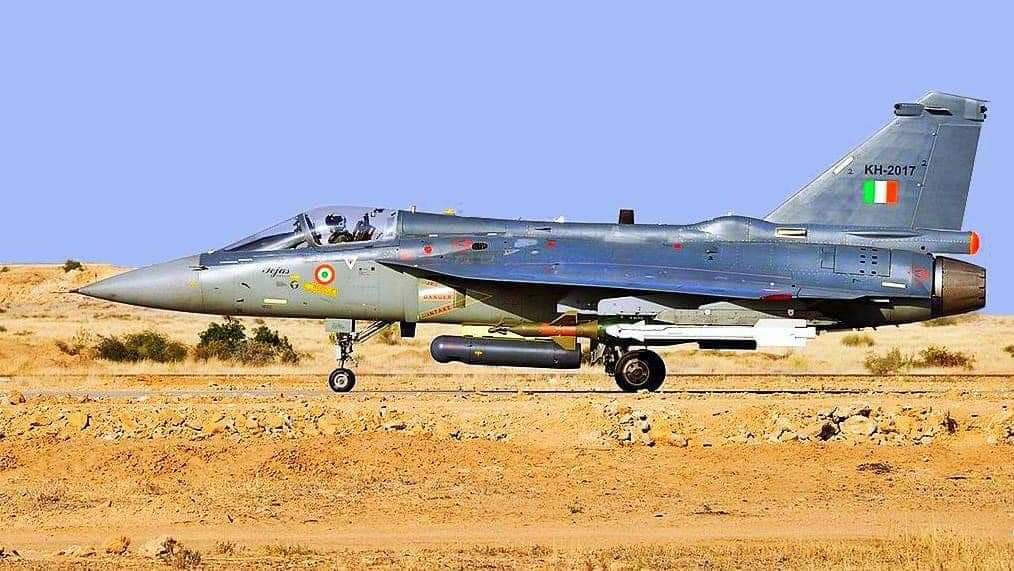
Griffin lézerbomba egy indiai Tejas vadászbombázó belső szárnytartóján

A Griffin III félaktív lézeres rávezetést alkalmazó irányítókészlet légibombákhoz, amelyet az izraeli IAI vállalat fejleszt és gyárt. A Griffin III irányítókészlet illeszkedik az izraeli MRP500, valamint a széles körben elterjedt amerikai Mk 82, Mk 83 és Mk 84 légibombákhoz, precíziós fegyverré alakítva azokat. Lényegében az amerikai Paveway bombák izraeli megfelelőjének tekinthető.
A Griffin III vezérlésű bombák másfél méteres körkörös szórással találnak célba, illetve megadható a becsapódás hozzávetőleges szöge is. A Griffin bombákat az Izraeli Légierő, a Kolumbiai Légierő, valamint az Indiai Légierő rendszeresítette. A fegyverek már több alkalommal élesben is bevetésre kerültek.